# Канелонес
Канелонес (ісп. Canelones) — місто в Уругваї, столиця однойменного департаменту. Розташований на півдні країни. Окрім того, що місто є столицею департаменту, воно також є одним з найбільших міст півдня країни.
Офіційно місто було засноване 10 червня 1782 р. священиком дон Хуан-Мігель-де-Лагуною.